# Sinop (tỉnh)
Sinop là một tỉnh của Thổ Nhĩ Kỳ, dọc theo Biển Đen. Tổng diện tích tỉnh là 5.862 km², chiếm 0,8% diện tích Thổ Nhĩ Kỳ. Các tỉnh giáp ranh là: Kastamonu về phía tây, Çorum về phía nam, and Samsun về phía đông nam. Tỉnh lỵ là thành phố Sinop.

## Các huyện
Sinop được chia thành 9 đơn vị cấp huyện (tỉnh lỵ được bôi đậm):
- Ayancık
- Boyabat
- Dikmen
- Durağan
- Erfelek
- Gerze
- Saraydüzü
- Sinop
- Türkeli